# Landkommissariat Kusel

Das Landkommissariat Kusel in der Pfalz 1818–1862

Das Landkommissariat Kusel (amtlich: Land-Commissariat Kusel, auch Cusel) war einer von zwölf Verwaltungsbezirken im bayerischen Rheinkreis (1837 in „Kreis Pfalz“ umbenannt), der ab 1818 bestand und 1862 in Bezirksamt Kusel umbenannt wurde. Das Verwaltungsgebiet lag hauptsächlich in dem aus ihm entstandenen heutigen rheinland-pfälzischen Landkreis Kusel, teilweise auch in den Landkreisen Bad Kreuznach und Kaiserslautern, dem Donnersbergkreis sowie im saarländischen Landkreis St. Wendel. Der Verwaltungssitz war in Kusel.

## Kantone und Gemeinden
Das Landkommissariat Kusel gliederte sich in die Kantone Kusel, Lauterecken und Wolfstein und umfasste 97 Gemeinden (alle Orte in der amtlichen Schreibweise von 1817):

### Kanton Kusel
| - Albessen - Altenglan - Blaubach - Bledesbach - Bubach - Cusel - Dennweiler - Diedelkopf - Eisenbach - Ehweiler - Erdesbach - Eschenau - Etschberg - Frohnbach - Frutzweiler | - Godelhausen - Haschbach - Herchweiler - Herschweiler und Pettersheim - Hof - Hüffler - Konken - Körborn - Krottelbach - Langenbach - Liebsthal - Marth - Niederkirchen - Ober-Alben - Ober- und Nieder-Ohmbach | - Osterbrücken - Patersbach - Quirnbach - Rammelsbach - Rathsweiler - Rehweiler - Saal - Schellweiler - Selchenbach - St. Julian und Ober-Eisenbach - Trahweiler - Theisberg-Steegen - Ulmet - Wahnwegen |

### Kanton Lauterecken
| - Adenbach - Aschbach - Becherbach - Cronenberg - Ganglof - Ginsweiler - Gumbsweiler | - Hagenbach am Glan - Heinzenhausen - Hinzweiler - Hohenöllen - Hundheim - Lauterecken - Lohnweiler | - Nerzweiler - Nußbach - Odenbach - Reifelbach - Reipoltskirchen - Roth - Schmittweiler |

### Kanton Wolfstein
| - Albersbach - Bedesbach - Berzweiler - Bosenbach - Einöllen - Eßweiler - Föckelberg - Frankelbach - Friedelshausen - Greimbach - Hefersweiler | - Horschbach und Elzweiler - Jettenbach - Kaulbach - Kollweiler - Mühlbach am Glan - Neunkirchen - Nieder-Staufenbach - Ober-Staufenbach - Oberweiler im Tal - Oberweiler-Tiefenbach - Rathskirchen | - Reichsthal - Rölsberg - Roßbach - Rothseelberg - Rudolfskirchen - Rutzweiler am Glan - Rutzweiler an der Lauter - Seelen - Welchweiler - Wolfstein |

## Geschichte

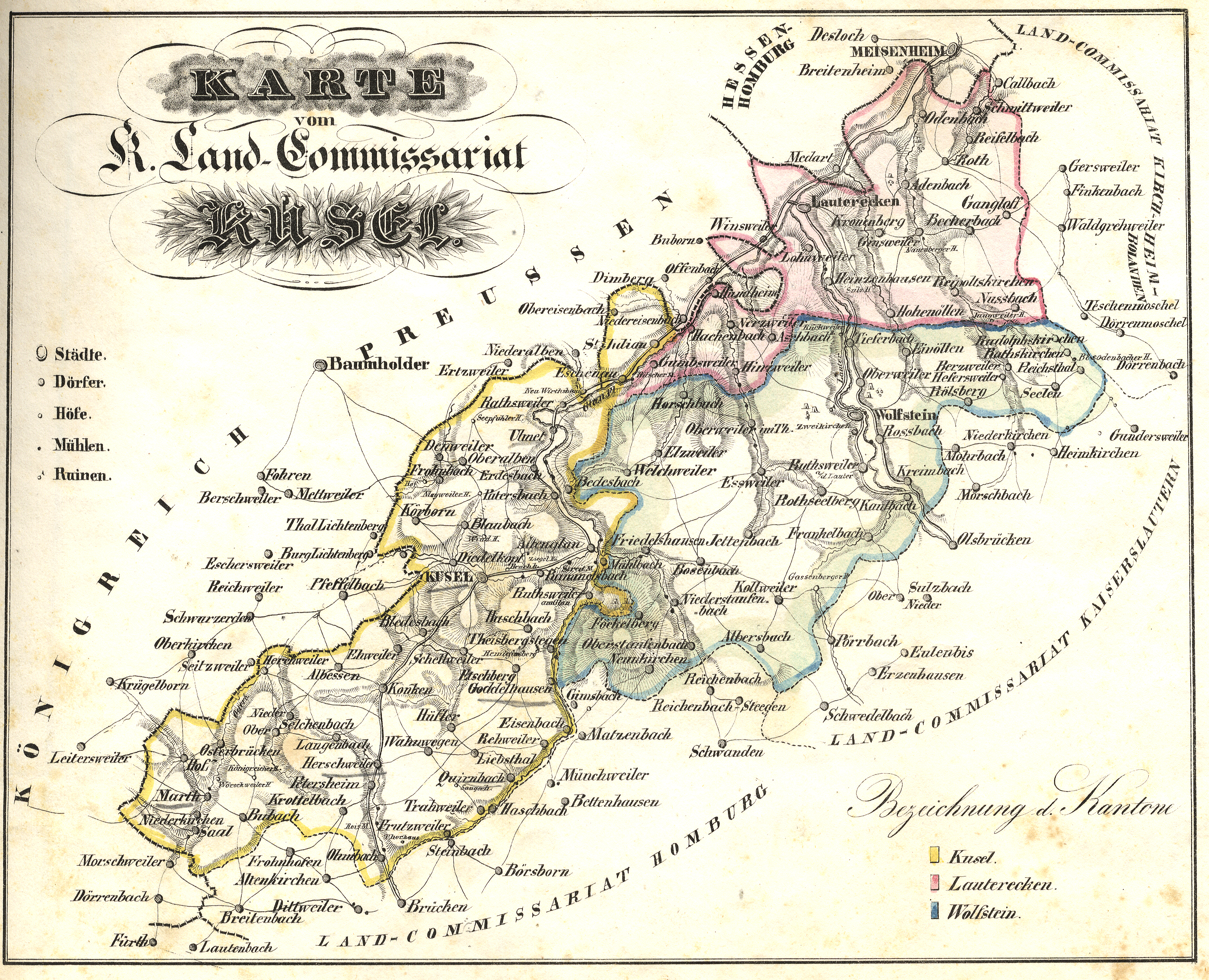
Landkommissariat Kusel 1875

Der bayerische König Maximilian Joseph I. hatte am 30. April 1816 das Gebiet des später eingerichteten Rheinkreises aufgrund eines Tauschvertrages mit dem österreichischen Kaiser Franz I. förmlich in Besitz genommen.
Aus der sogenannten Franzosenzeit hatte Bayern in der Pfalz zunächst die seit 1798 entstandene Verwaltungsstruktur im Wesentlichen übernommen. Der neu entstandene Rheinkreis war in vier „Kreisdirektionen“, später auch „Bezirksdirektionen“ genannt, eingeteilt. Die nachgeordneten Verwaltungsebenen Kantone und Bürgermeistereien, abgesehen von geringfügigen Gebietsanpassungen, blieben bestehen.
Das Gebiet des Landkommissariats Kusel gehörte bis 1814 zum Departement Donnersberg (Kanton Lauterecken und Kanton Wolfstein) bzw. zum Departement Saar (Kanton Kusel). Nach der Inbesitznahme durch Bayern und der Einrichtung der Kreisdirektionen gehörte das Gebiet zur Kreisdirektion Kaiserslautern.
Mit Wirkung vom 1. April 1818 wurden die Distrikte der bisherigen vier „Bezirks-Directionen“ des Rheinkreises in zwölf „Land-Commissariate“ neu aufgeteilt. Der Aufgabenbereich und die Zuständigkeiten änderten sich nicht. Zum „Land-Commissär“ wurde Anton von Besnard bestimmt. Dem Landkommissar standen ein Aktuar, zwei Schreiber und ein Bote zur Verfügung, für Gehälter und Bürokosten waren 3900 Gulden pro Jahr veranschlagt.
Zum 1. Juli 1862 erhielten die Landkommissariate in der Pfalz die Benennung „Bezirksämter“, aus denen 1938 die Landkreise entstanden.